# Tami (langue)
Le tami est une des langues ngero-vitiaz, parlée par 1 500 locuteurs — 681 pour le dialecte Wanam et 567 pour le dialecte Taemi — dans la province de Morobe, les îles Tami et les villages du continent au sud de Finschhafen. Les anciens emploient également le yabem. C'est une langue SVO.